# Antonín Svoboda
Antonín Svoboda (14. října 1907 Praha – 18. května 1980 Portland, Oregon, USA) byl český vynálezce a počítačový vědec, konstruktér prvních československých samočinných počítačů SAPO a EPOS 1, profesor University of California, Los Angeles. V roce 1999 mu prezident Václav Havel udělil medaili Za zásluhy I. stupně in memoriam.

## Mládí v ČSR
Narodil se v Praze v rodině profesora češtiny. V letech 1925–1931 vystudoval elektrotechnické a strojní inženýrství na ČVUT, roku 1936 ukončil studium fyziky na Univerzitě Karlově a oženil se se spolužačkou a astronomkou Miladou Joanelli. Na podzim 1936 byl povolán do Československé armády a pověřen prací na protiletadlových zaměřovačích. Roku 1938 začal přednášet matematiku na ČVUT, ale po obsazení Československa nacisty byl spolu se svým spolupracovníkem V. Vandem vyslán Ministerstvem obrany do zahraničí, aby svůj zaměřovač uplatnili proti nacistům. Ve Francii pracoval na Ministerstvu obrany a v prosinci 1939 se manželům narodil syn Tomáš. Brzy nato museli opustit Paříž a po velmi dobrodružné cestě dojeli na kolech do Marseille, kde je měla čekat loď. Plán však nevyšel a z Francie se dostali každý jinak: Vand do Velké Británie, paní Svobodová do USA přes Lisabon a on sám po různých intervencích přes Casablanku až v roce 1941.

## Za války v USA
Pracoval na vývoji protiletadlových zaměřovačů. Nejprve ve firmě ABAX Corporation, ta ale pro podezření ze spolupráce s Němci nakonec nedostala státní zakázky. Roku 1943 byl pozván ke spolupráci na vývoji samočinného počítače do Radiation Laboratory při MIT. Zde pracoval s později slavnými zakladatelskými osobnostmi, jako byl Vannevar Bush a Howard Aiken. Podle jeho návrhu byl realizován mechanický analogový počítač, tvořící součást protiletadlového zaměřovacího systému MARK 56, používaného na amerických válečných lodích od poloviny války po dalších 50 let. Těsně po válce sepsal ještě knihu o kloubových mechanických počítačích.
V dubnu 1946 se vrátil do Prahy a do souborné edice vědeckých a technických výsledků válečného vývoje napsal knihu o mechanických počítacích zařízeních, která vyšla v USA roku 1948. Téhož roku byl v USA vyznamenán Naval Ordance Development Award, což mu v komunistickém Československu silně přitížilo.
Během pobytu v USA se spřátelil s hudebním skladatelem Bohuslavem Martinů.

## První počítače
Pracoval v továrně Aritma Praha, kde se vyráběly děrnoštítkové stroje a zkonstruoval zde svůj kalkulační děrovač s jistými výpočetními možnostmi. Habilitaci ani místo na ČVUT sice nedostal, roku 1950 však mohl založit Oddělení matematických strojů (později Laboratoř) při Ústředním matematickém ústavu. Od roku 1951 se zde začal vyvíjet první československý samočinný počítač SAPO (akronym: SAmočinný POčítač). Na ČVUT měl také dvousemestrální přednášku o počítačích, která vzbudila velký zájem a získala mu nadšené spolupracovníky. Na konferenci o výpočetní technice, která se konala roku 1952 v Liblicích už pod hlavičkou Akademie věd seznámil účastníky z různých ústavů s možnostmi samočinného počítače a vyzval je ke spolupráci. Roku 1955 byl založen samostatný Výzkumný ústav matematických strojů pod jeho vedením a v domě na Loretánském náměstí 3 se usilovně pracovalo na dokončení počítače. Základní součástkou SAPO byla elektromagnetická relé, která pracovala pomalu, měla velkou spotřebu elektrické energie a nebyla příliš spolehlivá. Pro zajištění spolehlivých výsledků opatřil počítač třemi procesory, jejichž výsledky se vzájemně porovnávaly.

## EPOS
Když byl počítač SAPO roku 1958 slavnostně spuštěn, byl už morálně zastaralý a roku 1960 vyhořel. Svoboda už ale pracoval na novém návrhu počítače EPOS (akronym: Elektronkový POčítač Stroj). To byl elektronkový počítač, pracující v desítkové soustavě, kde uplatnil řadu svých nápadů: počítač měl například hardwarové sdílení času až pro pět paralelně běžících programů. Počítač s 40 tisíci slov paměti a asi 35 tisíci operací za sekundu byl spuštěn v roce 1960, upravená tranzistorová verze EPOS 2 v roce 1962. Ta se později vyráběla s označením ZPA 600 a 601, také v mobilní verzi. Roku 1958 byl ústav převeden z Akademie pod Ministerstvo strojírenství a Svoboda přestal být jeho ředitelem. Roku 1964 znovu emigroval do USA, kde se stal profesorem na University of California, Los Angeles, na níž působil do roku 1977. Zemřel při pozorování výbuchu sopky Mount St. Helens roku 1980.